# Kapel van de Zeven Beuken

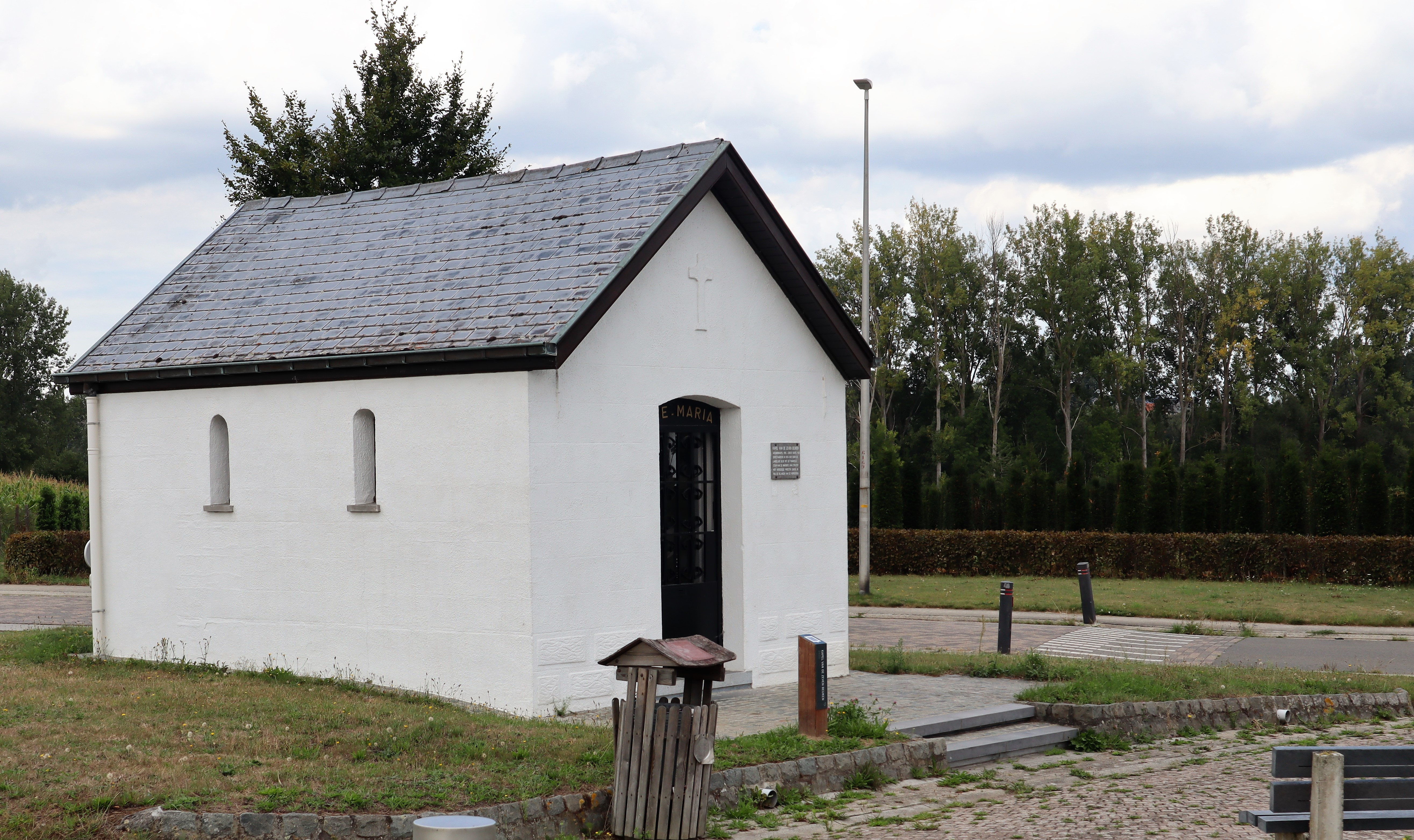

De Kapel van de Zeven Beuken is een klein gebedshuis, opgedragen aan Onze-Lieve-Vrouw van Zeven Weeën. Ze staat op de samenloop van de Lostraat en de Zevenbeukenstraat in Strijtem, een deelgemeente de Vlaams-Brabantse gemeente Roosdaal.

## Historiek
In het Kaartboek van Volden uit 1784 is al sprake van een perceel aan een driesprong die benoemd wordt als ‘de 7 bueken’. Uit een verslag van de kerkfabriek van Strijtem van rond 1900 kan worden opgemaakt dat er toen een kapelletje stond ‘dat aan herstelling toe was’. Toenmalig burgemeester baron De Failly schonk in 1918 een stuk grond aan de kerk van Strijtem op het perceel dat men toen dus al de Zeven Beuken noemde. Het was zijn wens om er een kapel op te richten ter ere van Onze-Lieve-Vrouw van Zeven Weeën (ook ‘van zeven smarten’ genoemd).
Op deze plaats werd een kleine, arduinen kapel opgericht. Pieter Van Elsen, lid van de kerkfabriek heeft er toen zeven beuken geplant. Het afgelegen, idyllische plekje bleek niet alleen mensen met religieuze bedoelingen aan te trekken maar het werd ook regelmatig bezocht door vandalen. Daardoor was de kapel in 1931 al zo bouwvallig dat werd besloten om het oude bouwwerkje te integreren in een nieuw, bakstenen gebouw met een oppervlakte van een goede 20 m². De zeven smartelijke gebeurtenissen uit het leven van Onze-Lieve-Vrouw werden uitgebeeld in evenveel taferelen in gebakken klei. Deze bas-reliëfs werden ingewerkt in nissen in de binnenmuren. In een klein en sober altaar stond/staat een Mariabeeld waarvan het hart doorboord wordt met zeven zwaarden.
Dat het er niet altijd vredig aan toeging om en rond de kapel, mag blijken uit een voorval in 1904. De sociale strijd woedde in het land. Een van de belangrijkste ijveraars voor de sociale ontvoogding was priester Adolf Daens uit Aalst. De politiek geëngageerde Daens had in de streek van Strijtem en Pamel heel wat aanhangers. Ook pastoor Cuylits, de Strijtemse dorpsherder, was aanvankelijk een medestander van het daensisme maar beide geestelijken kregen een dispuut dat hen definitief uit elkaar dreef. Toen Daens op een dag een meeting kwam geven op het grote veld, vóór de Zevenbeukenkapel, trommelde Cuylits de muzikanten van de fanfare op om samen met de opgetrommelde parochianen op potten en pannen zoveel kabaal te maken dat Daens zijn betoog moest staken.
In 1987-1988 was ook de ‘nieuwe’ kapel dringend aan restauratie toe. Die werd volledig bekostigd en gerealiseerd door de Strijtemse parochiegemeenschap.
Toen op het einde van de vorige eeuw plannen werden gemaakt om van de hobbelige Lostraat een verbindingsweg van groot verkeer te maken, werd het voortbestaan van de kapel bedreigd. Een actiecomité kon de gemeentelijke overheid op andere gedachten brengen. De verbindingsweg werd weliswaar aangelegd, maar minder breed dan gepland. De kapel kon dus blijven staan. Toen bleek echter dat de beuken ziek waren en moesten worden omgehakt. De gemeente Roosdaal heeft toen enkele percelen grond rond de kapel aangekocht om, na het aanleggen van de nieuwe baan, zeven nieuwe beuken aan te planten, op een veilige afstand van de kapel. Deze bomen zijn intussen al flink gegroeid en de kapel van de zeven beuken blijft dus een baken in het Roosdaalse landschap.

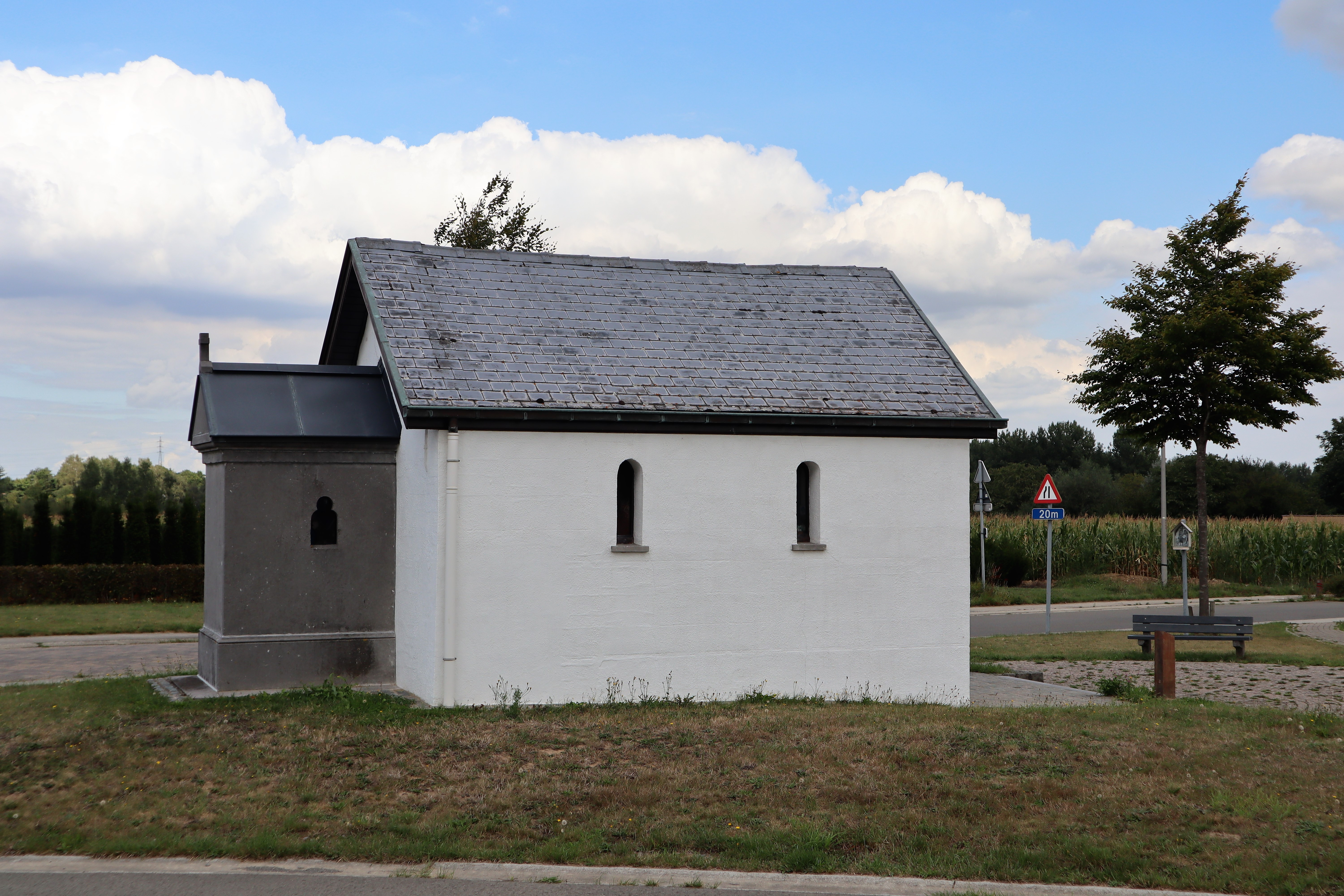
Zijzicht
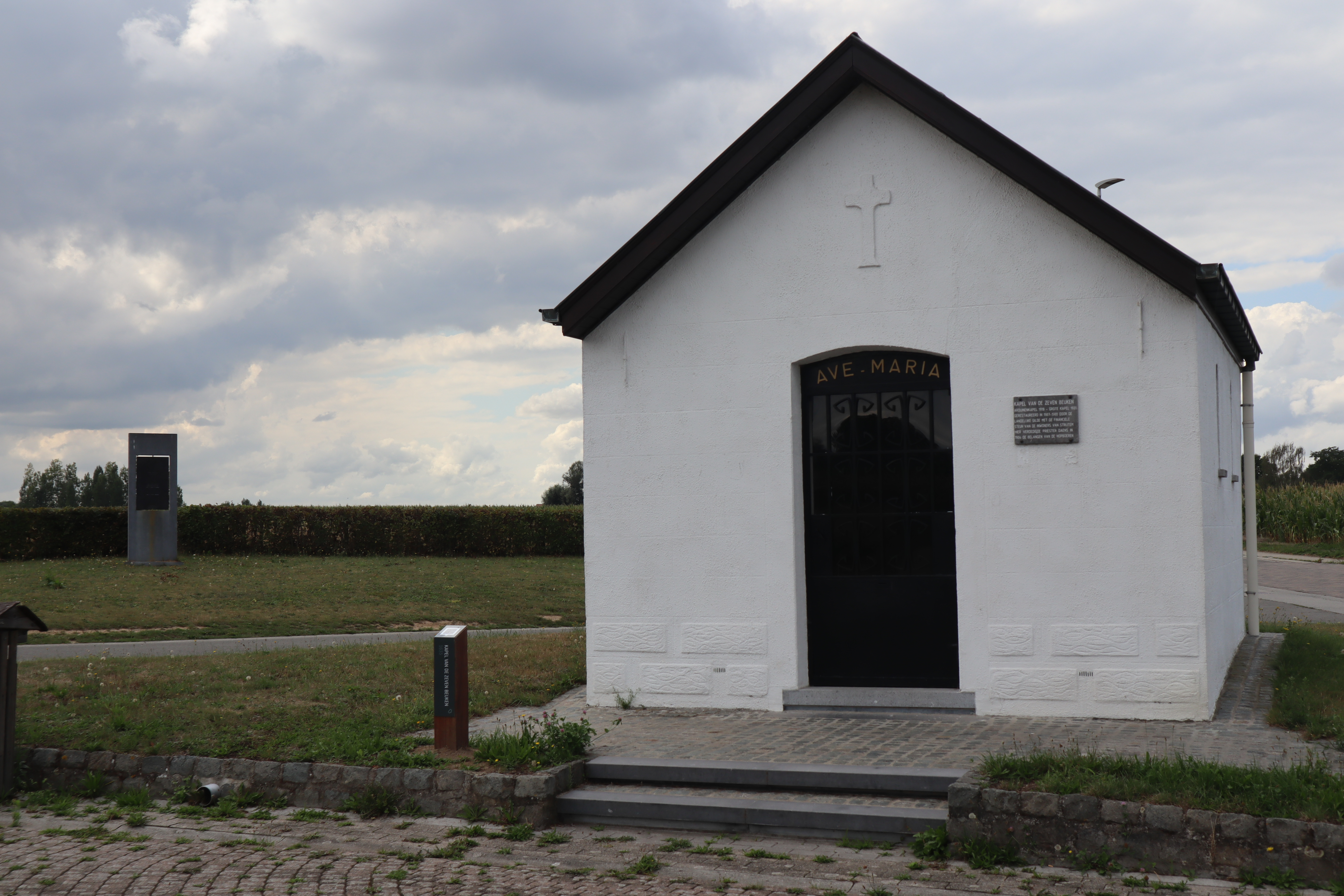
Vooraanzicht
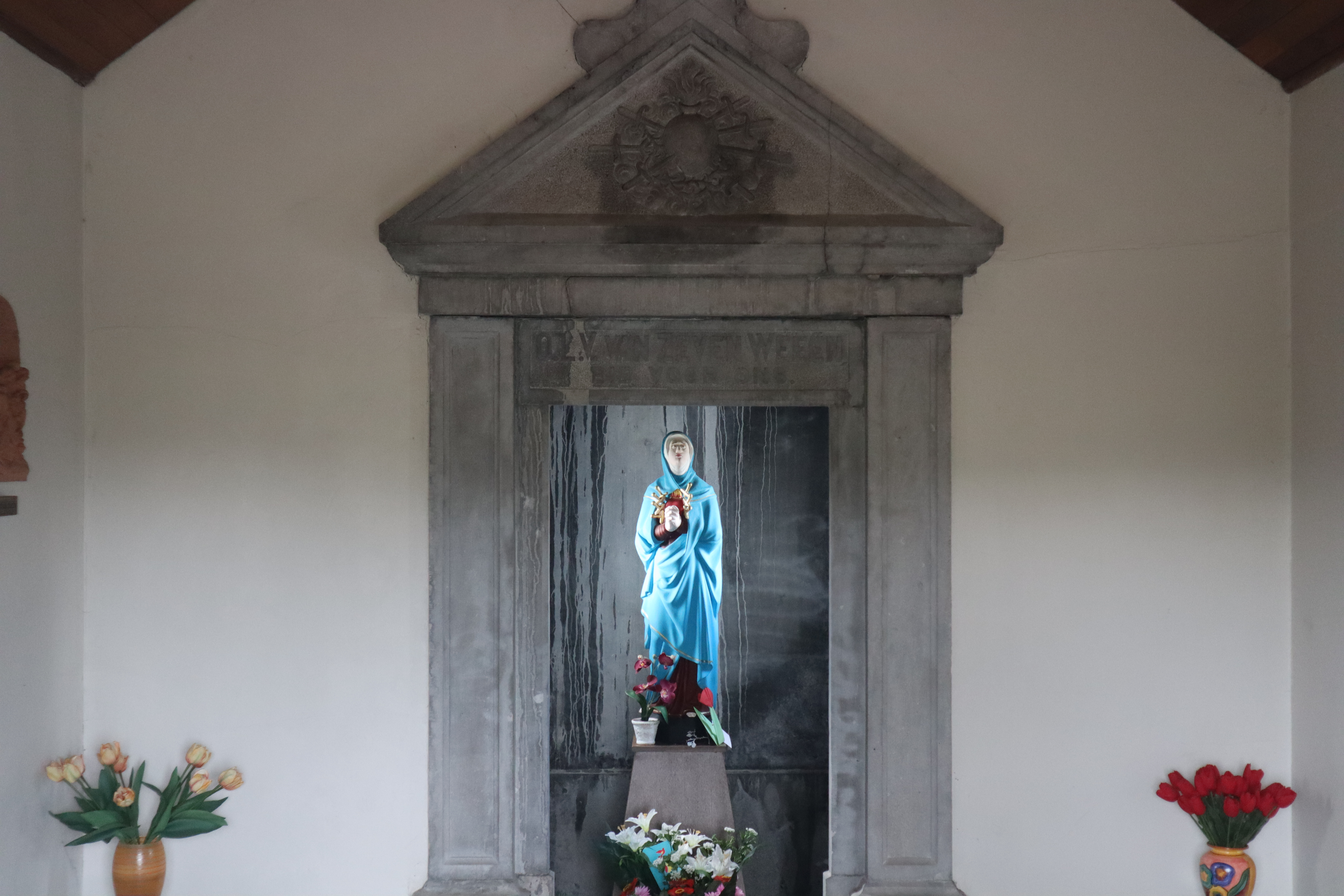
Zicht op het 18de-eeuws[4] altaar
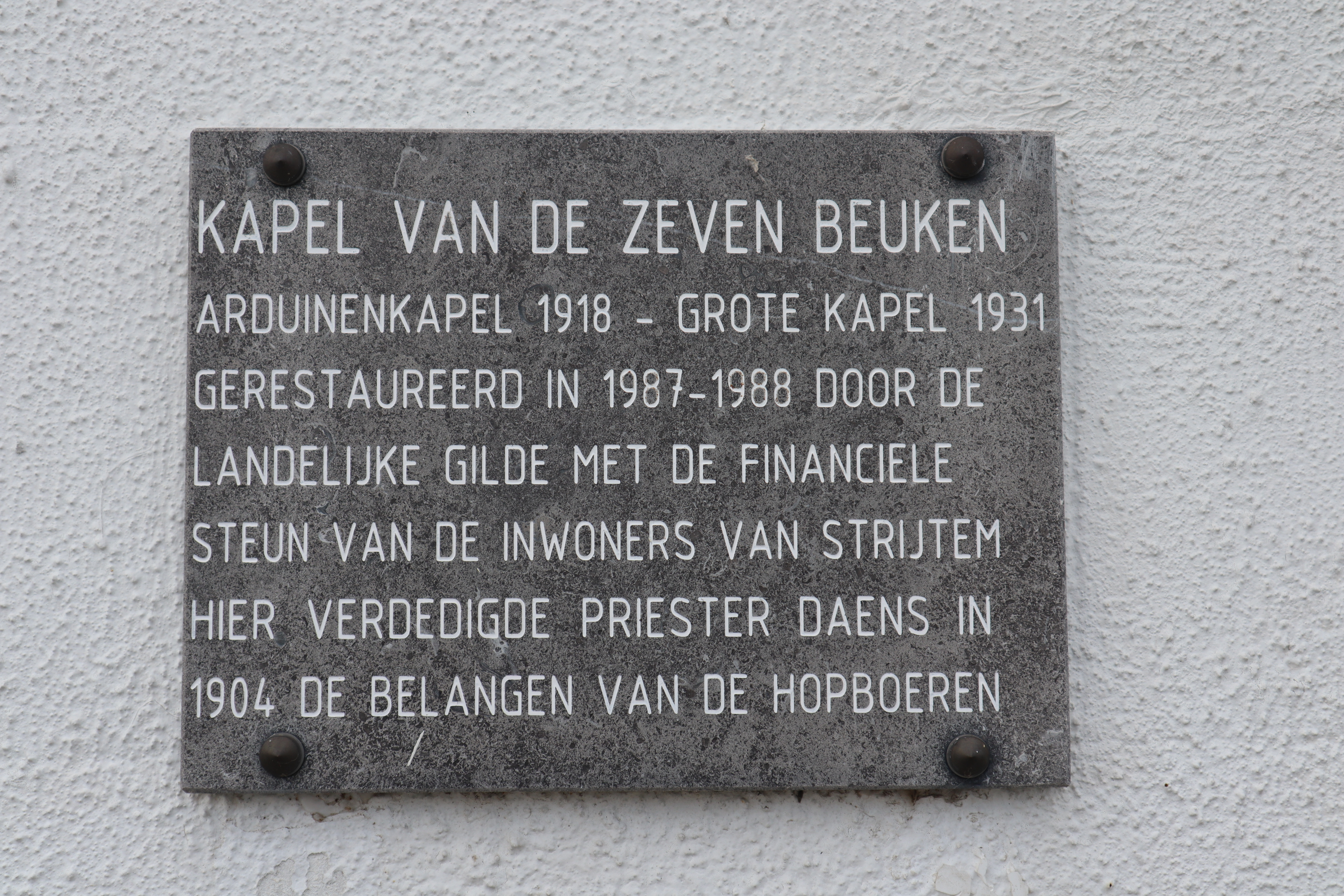
Detail

### De kapel als erfgoed
Sinds 2009 is de kapel vastgesteld als onroerend erfgoed.